# Нуньес, Жилсон
Жильсон Нуньес (порт. Gílson Nunes; 12 июня 1946 года, Рио-де-Жанейро, Бразилия) — известный бразильский футбольный тренер.

## Биография
В качестве футболиста выступал в Бразилии за команды: «Бонсукессо», «Флуминенсе», «Васко да Гама» и «Америка».
Закончив играть, Нуньес вошёл в тренерский штаб «Васко да Гамы». В скором времени он возглавил «Аль-Васл» из ОАЭ, с которым Нуньес выиграл Лигу Арабских стран Залива.
В 1983 года наставник некоторое время руководил Олимпийской сборной Бразилии. С 1985 по 1987 год Нуньес был главным тренером молодёжной сборной страны. В 1985 году он привел её к победе на Чемпионате мира среди молодёжных команд, который проходил в СССР. В 1989 году входил в тренерский штаб сборной Бразилии.
Впоследствии Нуньес работал со многими ведущими бразильскими командами. Также специалист возглавлял сборные Марокко и Коста-Рики.
На победном для Бразилии ЧМ-2002 Жильсон Нуньес входил в заявку сборной и занимал пост технического наблюдателя.
С 2005 по 2007 годы бразилец работал с клубом «Аль Рияд» из Саудовской Аравии.
В 2014 году Нуньес был главным тренером бразильского клуба «Америка».

## Достижения
- Чемпион мира среди молодёжных команд (1): 1985.
- Серебряный призёр Панамериканских игр (1): 1983.
- Чемпион ОАЭ (2): 1981/82, 1982/83.